# Trichogramma acantholydae
Trichogramma acantholydae är en stekelart som beskrevs av Pintureau och Kenis 2000. Trichogramma acantholydae ingår i släktet Trichogramma och familjen hårstrimsteklar.
Artens utbredningsområde är Italien. Inga underarter finns listade i Catalogue of Life.